# Côte de Domancy
Die Côte de Domancy ist ein zweieinhalb Kilometer langer Anstieg, der auf eine Höhe von 790 Metern führt. Die Steigung befindet sich in den Alpen im Département Haute-Savoie und verbindet die Gemeinde Domancy mit der D1212. Bekannt wurde der Anstieg durch die UCI-Straßen-Weltmeisterschaften in Sallanches im Jahr 1980.

## Streckenführung
Der Anstieg beginnt auf der D199 nach einem Kreisverkehr. Auf den ersten 500 Metern ist die Steigung mit rund 8 % noch relativ moderat, ehe die letzten beiden Kilometer im Schnitt nicht unter 10 % fallen. Die gut ausgebaute Straße der Route du Chef Lieu führt über eine Serie von Kurven bergauf, wobei meist besiedeltes Gebiet durchfahren wird. Den höchsten Punkt der Côte de Domancy bildet die Kreuzung mit der D1212.
Der höchste Punkt kann auch über die D1212 erreicht werden, die Sallanches mit Megève verbindet.

## Radsport
Zu großer Bekanntheit gelangte die Côte de Domancy durch die UCI-Straßen-Weltmeisterschaften des Jahres 1980, die der Franzose Bernard Hinault gewann. Der Anstieg bildete das Herzstück des rund 12 Kilometer langen Rundkurses um Sallanches, der 20-mal befahren werden musste (insgesamt 268 Kilometer und rund 4600 Höhenmeter). Bernard Hinault forcierte bereits auf der zweiten Runde das Tempo und konnte sich im Verlauf des Rennens von immer mehr Konkurrenten absetzen. Auf der letzten Passage der Côte de Domancy distanzierte er mit Gianbattista Baronchelli auch den letzten Fahrer, der ihm gefolgt war und krönte sich zum Weltmeister. Von den 106 gestarteten Fahrern erreichten nur 15 das Ziel.
Seither wird die Côte de Domancy stets mit der Weltmeisterschaft des Jahres 1980 in Verbindung gebracht und trägt den Beinamen Route Bernard Hinault. Am Fuße der Steigung befindet sich ein Schild, das ebenfalls an die Ereignisse erinnert.

### Tour de France
Die Côte de Domancy wurde erstmals im Jahr 2016 von der Tour de France befahren. Damals führte das Einzelzeitfahren der 18. Etappe auf dem Weg von Sallanches nach Megève über den Anstieg. Auf dem höchsten Punkt der Côte de Domancy wurde die erste Zwischenzeit abgenommen, bei der auch der Prix Bernard Hinault im Wert von 5000 € vergeben wurde. Diesen sicherte sich der Australier Richie Porte, während Chris Froome die Etappe gewann und seine Führung in der Gesamtwertung weiter ausbaute. Auf der anschließenden 19. Etappe, die von Albertville nach Saint-Gervais-les-Bains (Le Bettex) führte, wurde die Côte de Domancy als Abfahrt genutzt. Aufgrund der vom Regen nassen Fahrbahn kam es zu mehreren Stürzen, in die auch der gesamtführende Chris Froome involviert war. Der Brite musste die Etappe aufgrund eines technischen Defekts auf dem Rad seines Teamkollegen Geraint Thomas beenden, verteidigte jedoch das Gelbe Trikot. Den Etappensieg sicherte sich der Franzose Romain Bardet, der sich auf der Abfahrt der Côte de Domancy absetzen hatte können.
Im Jahr 2021 wurde erstmals eine Bergwertung auf der Côte de Domancy abgenommen. Der Anstieg der 2. Kategorie wurde jedoch am Beginn der 9. Etappe überquert, die von Cluses nach Tignes führte.
Bei der Tour de France 2023 wurde die Côte de Domancy auf der 16. Etappe erneut im Rahmen eines Einzelzeitfahrens passiert. Sie stellt diesmal den Schlussanstieg der 22 Kilometer langen Strecke dar, die von Passy nach Combloux führte. Am höchsten Punkt der Côte de Domancy wurden erneut Bergpunkte vergeben, von denen sich der Italiener Giulio Ciccone die meisten sicherte. Jonas Vingegaard gewann das Einzelzeitfahren und legte somit den Grundstein für seinen zweiten Tour-de-France-Sieg. Seinem größten Kontrahenten, dem Slowenen Tadej Pogačar, nahm er im Anstieg der Côte de Domancy mehr als eine halbe Minute ab.
| Jahr  | Etappe     | Bergwertung  | Fahrer         |
| ----- | ---------- | ------------ | -------------- |
| 2021  | 09. Etappe | 2. Kategorie | Pierre Latour  |
| 2023* | 16. Etappe | 2. Kategorie | Giulio Ciccone |

* Einzelzeitfahren
Neben der Tour de France schien die Côte de Domancy auch öfters im Programm des Critérium du Dauphiné auf. Im Jahr 2005 wurden auf der 5. Etappe sieben Runden auf dem WM-Kurs von 1980 absolviert, ehe weitere Befahrungen in den Jahren 2014 und 2020 folgten. Auch im Jahr 2025 steht die Côte de Domancy wieder auf dem Programm des Critérium du Dauphiné.